# Cases Altes
Cases Altes (en castellà i oficialment Casas Altas) és un municipi del País Valencià que es troba a la comarca del Racó d'Ademús. Limita amb Ademús, Cases Baixes i Vallanca (a la mateixa comarca); i amb Santa Cruz de Moya (a la província de Conca). El seu nom primitiu era Casas del Río Altas i va ser llogaret depenent d'Ademús fins a 1845, any en què va ser declarat municipi independent.

## Geografia
Situat en el sector meridional del Racó d'Ademús, la superfície del terme és muntanyosa. Les altures principals són Loma Lorente (1.047 msnm), Puntal del Sorde (1.001 m.), El Resillo (1.022 m.), El Peñasco (1.206 m.), Puntal del Peloto (1.264 m.), Corella (1.136 m.). El riu Túria creua el terme de nord a sud, al qual afluïx el barranc de la Umbría.
Cases Altes té un clima continental i els vents dominants són els del nord, est i sud-oest. És el del sud-oest el que porta les pluges, que generalment tenen lloc entre l'autumne i la primavera. Les gelades són habituals al mes de giner.

## Economia
Basada tradicionalment en l'agricultura. Predominen els cultius de secà, com ara el ségol, la dacsa, el blat, l'ordi i la vinya. En el regadiu hi ha cereals, hortalisses, creïlles, remolatxa, pera i poma. Quant a la ramaderia, la dominant és la llanar.

## Demografia
| 1990 | 1992 | 1994 | 1996 | 1998 | 2000 | 2002 | 2004 | 2006 | 2008 | 2010 |
| ---- | ---- | ---- | ---- | ---- | ---- | ---- | ---- | ---- | ---- | ---- |
| 193  | 164  | 148  | 165  | 163  | 157  | 159  | 158  | 164  | 188  | 180  |

## Política i govern

### Composició de la Corporació Municipal
El Ple de l'Ajuntament està format per 5 regidors. En les eleccions municipals de 26 de maig de 2019 foren elegits 4 regidors del Partit Socialista del País Valencià (PSPV-PSOE) i 1 del Partit Popular (PP).
| Eleccions municipals de 26 de maig de 2019 - Cases Altes                                                                                  |                                          |                                     |                                                                                                |                                           |          |          |
| Candidatura | Candidatura                              | Candidatura                         | Candidats                                                                                      | Vots                                      | Vots     | Regidors |
| | Partit Socialista del País Valencià-PSOE |                                     | Francisco M. Herrero Dolz Bernardo Gares Pastor Javier Frías Adalid José Luis Adalid Tortajada | 51 ( Sí) · 51 ( Sí) · 50 ( Sí) · 47 ( Sí) | 51,58%   | 4 (+3)   |
| | Partit Popular                           |                                     | César Vicente Sánchez Blasco Raúl Barberà Antón Abel Muñoz Sánchez Amparo Lozano Muñoz         | 47 ( Sí) · 46 ( No) · 43 ( No) · 42 ( No) | 46,32%   | 1 (-3)   |
| | Vots en blanc                            |                                     |                                                                                                | 0                                         | 0,00%    |          |
| Total vots vàlids i regidors | Total vots vàlids i regidors             | Total vots vàlids i regidors        | Total vots vàlids i regidors                                                                   | 95                                        | 100 %    | 5        |
| | Vots nuls                                | Vots nuls                           | Vots nuls                                                                                      | 0                                         | 0,00%    |          |
| Participació (vots vàlids més nuls) | Participació (vots vàlids més nuls)      | Participació (vots vàlids més nuls) | Participació (vots vàlids més nuls)                                                            | 95                                        | 85,59%** |          |
| Abstenció | Abstenció                                | Abstenció                           | Abstenció                                                                                      | 16*                                       | 14,41%** |          |
| Total cens electoral | Total cens electoral                     | Total cens electoral                | Total cens electoral                                                                           | 111*                                      | 100 %**  |          |
| Alcalde: Bernardo Gares Pastor (PP) (15/06/2019) Per majoria absoluta dels vots dels regidors (4 vots de PSPV)                            |                                          |                                     |                                                                                                |                                           |          |          |
| Fonts: JEC, JEZ Llíria, Ministeri de l'Interior, Periòdic Ara. (* No són vots sinó electors. ** Percentatge respecte del cens electoral.) |                                          |                                     |                                                                                                |                                           |          |          |

### Alcaldia
Des de 2019 l'alcalde de Cases Altes és Bernardo Gares Pastor del Partit Socialista del País Valencià (PSPV-PSOE).
| Període                       | Alcalde o alcaldessa         | Partit polític | Data de possessió | Observacions |
| ----------------------------- | ---------------------------- | -------------- | ----------------- | ------------ |
| 1979–1983                     | Vicente Muñoz Valentín       | UCD            | 19/04/1979        | --           |
| 1983–1987                     | Vicente Muñoz Valentín       | AP-PDP-UL-UV   | 28/05/1983        | --           |
| 1987–1991                     | Felipe Muñoz Tortajada       | AP             | 30/06/1987        | --           |
| 1991–1995                     | José Manzano Aguilar         | PSPV-PSOE      | 15/06/1991        | --           |
| 1995–1999                     | César Vicente Sánchez Blasco | PP             | 17/06/1995        | --           |
| 1999–2003                     | César Vicente Sánchez Blasco | PP             | 03/07/1999        | --           |
| 2003–2007                     | Manuel Sánchez Sánchez       | PP             | 14/06/2003        | --           |
| 2007–2011                     | Manuel Sánchez Sánchez       | PP             | 16/06/2007        | --           |
| 2011–2015                     | César Vicente Sánchez Blasco | PP             | 11/06/2011        | --           |
| 2015–2019                     | César Vicente Sánchez Blasco | PP             | 13/06/2015        | --           |
| 2019-2023                     | Bernardo Gares Pastor        | PSPV-PSOE      | 15/06/2019        | --           |
| Des de 2023                   | n/d                          | n/d            | 17/06/2023        | --           |
| Fonts: Generalitat Valenciana |                              |                |                   |              |

## Monuments

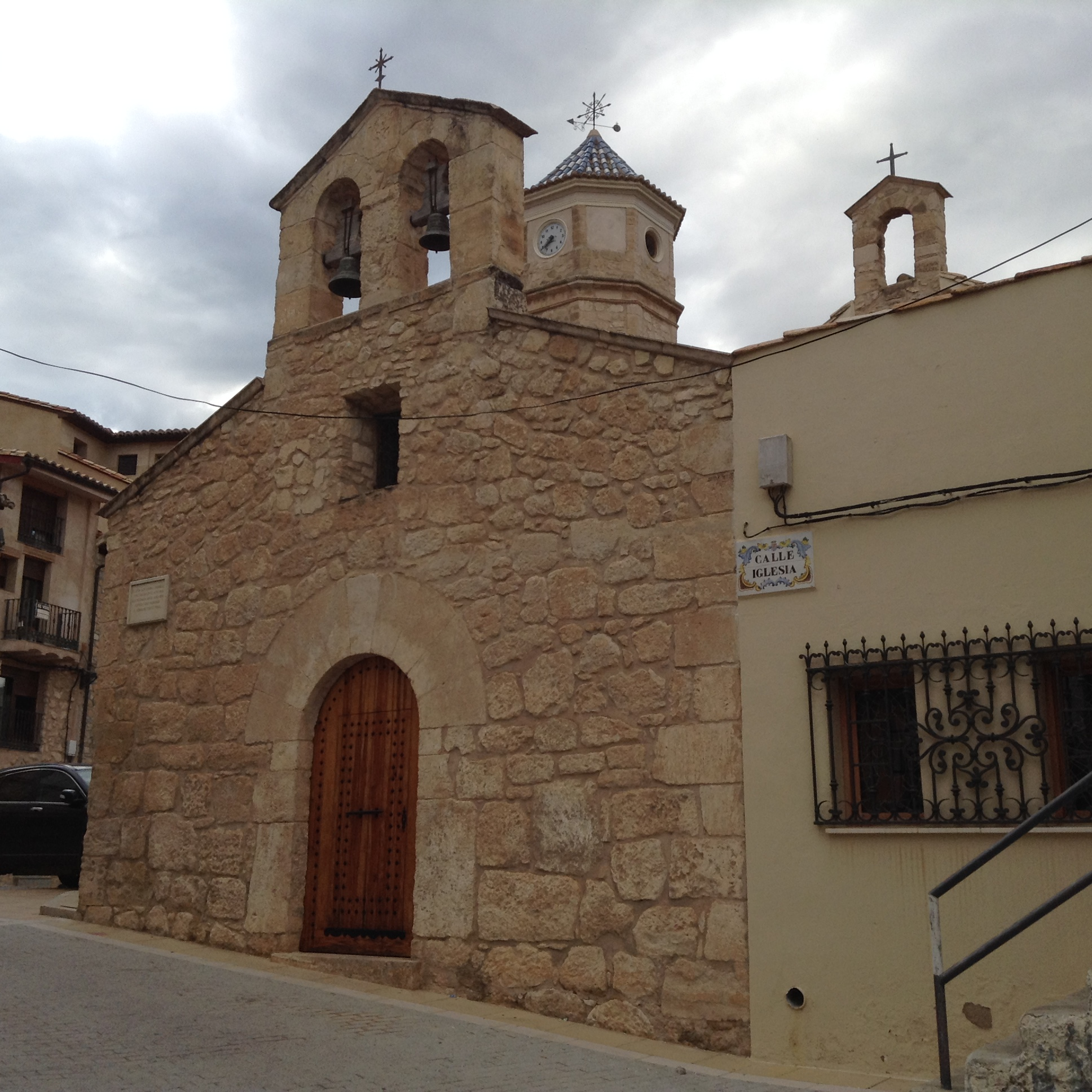
Església de la Santíssima Trinitat de Casas Altas, de principis del segle XVII

- Església de la Trinitat. Neoclàssica, segles XVII i xviii. La part interior va ser restaurada en 1990 i la torre en 1996.

## Festes i celebracions
- Sant Isidre Llaurador. El 15 de maig s'oferix un berenar popular, on es reunix tota la gent del poble que sempre acaben cantant jotes.
- Festa de la Santíssima Trinitat. El dia s'establix en funció de la Pasqua, que sol ser a la fi de maig o principis de juny. El seu principal acte és la plantada del xop. El dissabte al migdia la gent del poble es reunix per a menjar el plat típic: las gachas, acompanyades de saborosos complements de porc. I a primera hora de la vesprada, la gent ix a buscar el xop més alt i bell que creix a la vora del riu Túria. A continuació, el xop és traslladat fins a la plaça del poble. Les dones i els vells de Cases Altes es congreguen enfront del campanar, des d'on un grup de jóvens estiren les sogues per a enrotllar-les a l'arbre i poder així alçar-lo. El xop queda plantat fins al dia 14 d'agost; eixe dia, que és la vespra de l'Assumpció de la Verge, el xop és llançat, coincidint amb les festes d'estiu.

- Festes d'estiu. Del 10 al 15 d'agost se celebra l'Assumpció de la Verge. Es realitzen competicions lúdiques i esportives, revetlles i actuacions folklòriques. El dia 14 a la nit es procedix al tiratge del xop. També es realitza el descens del riu Túria, des d'Ademús fins a Cases Altes.

## Personalitats destacades
- Francesc Candel Tortajada (1925 - 2007), escriptor i periodista establert a Catalunya.